# Universidad de Kumamoto
La Universidad Kumamoto (熊本大学 Kumamoto Daigaku?) es una universidad localizada en Kumamoto, Japón. Se estableció el 31 de mayo de 1949, después de unificar diversos institutos los cuales eran la escuela de maestros de Kumamoto (fundada en 1874), escuela Farmacéutica de Kumamoto (1885), la quinta escuela de educación secundaria (1887), escuela de medicina de Kumamoto y la escuela técnica de Kumamoto (1906).

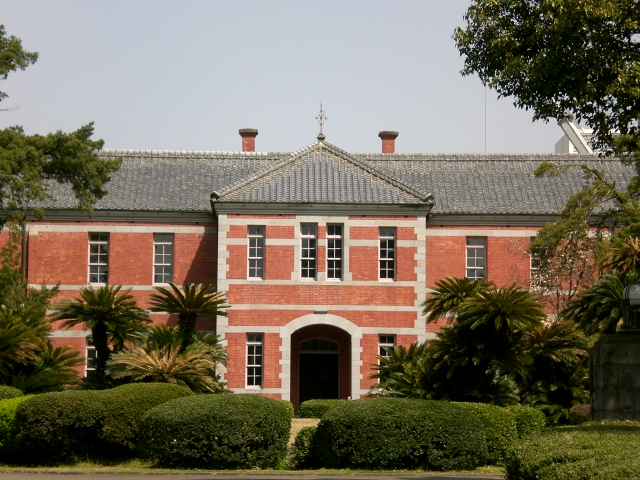
Campus norte

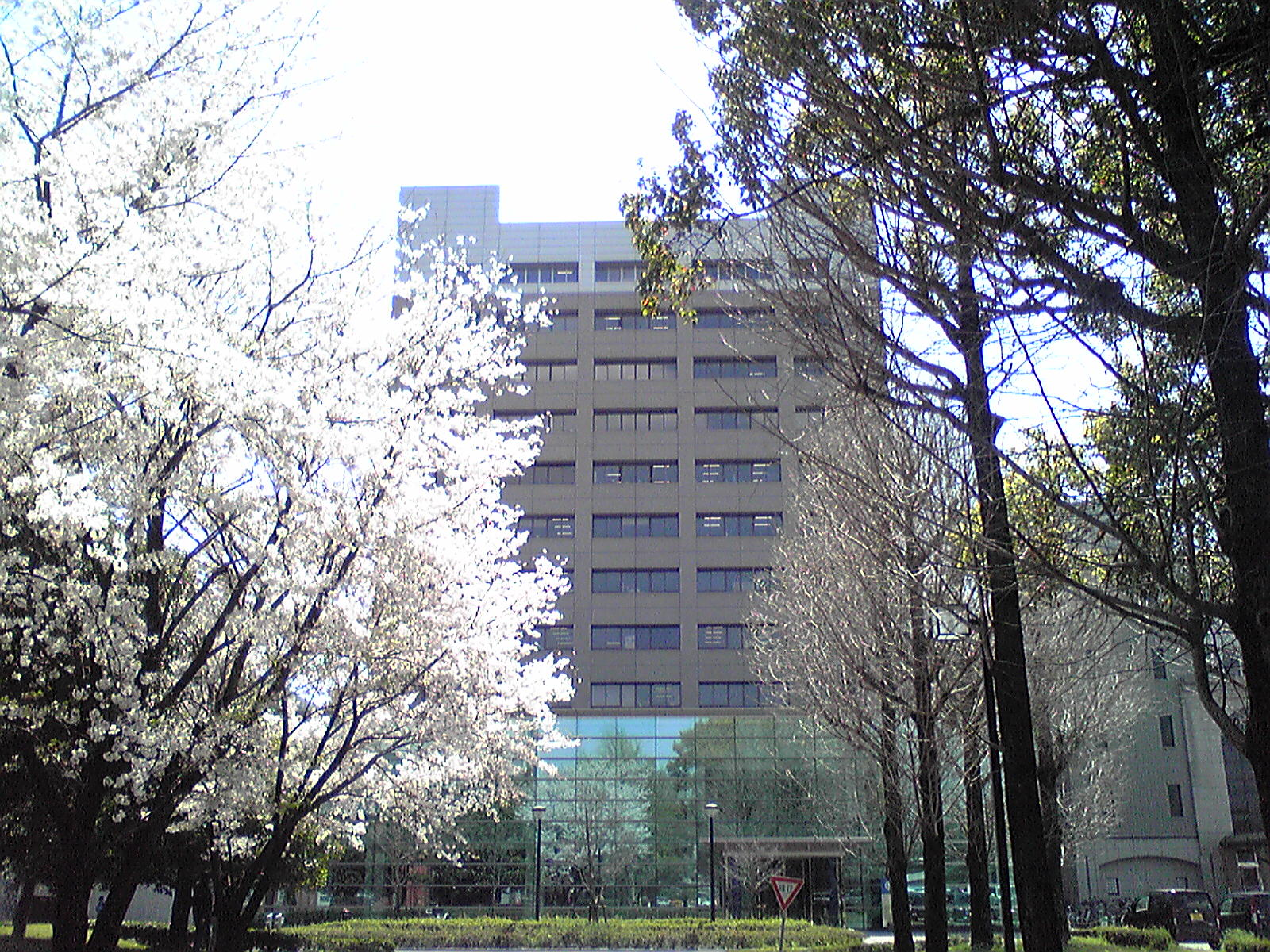
Campus sur Kurokami